# Cardeal-tecelão-de-rabadilha-amarela
Bispo-d'uropígio-amarelo, bispo-amarelo ou cardeal-tecelão-de-rabadilha-amarela (Euplectes capensis) é um pássaro residente da África e principalmente no sul do deserto do Saara.

## Refências bibliográficas
- Ian Sinclair, Phil Hockey and Warwick Tarboton, SASOL Birds of Southern Africa (Struik 2002) ISBN 1-86872-721-1